# Phyllophaga guapilesea
Phyllophaga guapilesea är en skalbaggsart som beskrevs av Saylor 1941. Phyllophaga guapilesea ingår i släktet Phyllophaga och familjen Melolonthidae. Inga underarter finns listade i Catalogue of Life.